# 野別隆俊
野別 隆俊（のべつ たかとし、1927年3月30日 - 2014年9月16日）は、日本の政治家、日本社会党参議院議員(1期)。

## 来歴
宮崎県日向市出身。1948年京都長岡園芸専門学校卒。宮崎県経済連を経て、宮崎市役所に入り、農政係長、市職員労働組合委員長などを務める。1966年宮崎市議会議員に当選、5期務め、市議会副議長になる。1982年宮崎県議会議員に当選。3期務める。
1989年の第15回参議院議員通常選挙で宮崎選挙区から日本社会党公認で立候補して当選。1995年の第17回参議院議員通常選挙で落選した。
2014年9月16日午後0時31分、呼吸困難のため宮崎市の病院で死去。87歳没。